# Freestyle-Skiing-Weltcup 2010/11
Die Saison 2010/11 des von der FIS veranstalteten Freestyle-Skiing-Weltcups begann am 11. Dezember 2010 in Ruka (Finnland) und endete am 20. März 2011 in La Plagne (Frankreich) und Voss (Norwegen). Ausgetragen wurden Wettbewerbe in den Disziplinen Aerials (Springen), Moguls (Buckelpiste), Dual Moguls (Parallel-Buckelpiste), Skicross und Halfpipe. Höhepunkt der Saison waren die Freestyle-Skiing-Weltmeisterschaften 2011 in Deer Valley (USA).

## Abkürzungen
- AE = Aerials
- MO = Moguls
- DM = Dual Moguls
- SX = Skicross
- HP = Halfpipe

## Männer

### Weltcupwertungen
| Rang | Name                  | Punkte |
| ---- | --------------------- | ------ |
| 01   | Guilbaut Colas        | 076    |
| 02   | Andreas Matt          | 075    |
| 03   | Alexandre Bilodeau    | 067    |
| 04   | Mikaël Kingsbury      | 066    |
| 05   | Qi Guangpu            | 066    |
| 06   | Anton Kuschnir        | 061    |
| 07   | Christopher Del Bosco | 056    |
| 08   | Renato Ulrich         | 046    |
| 09   | Jouni Pellinen        | 042    |
| 10   | Jia Zongyang          | 041    |

| Rang | Name                 | Punkte |
| ---- | -------------------- | ------ |
| 01   | Qi Guangpu           | 461    |
| 02   | Anton Kuschnir       | 428    |
| 03   | Renato Ulrich        | 321    |
| 04   | Jia Zongyang         | 288    |
| 05   | Warren Shouldice     | 255    |
| 06   | Stanislaw Krawtschuk | 220    |
| 07   | Wu Chao              | 219    |
| 08   | Oleksandr Abramenko  | 214    |
| 09   | Christian Hächler    | 164    |
| 10   | Maxim Huszik         | 160    |

| Rang | Name                      | Punkte |
| ---- | ------------------------- | ------ |
| 01   | Guilbaut Colas            | 841    |
| 02   | Alexandre Bilodeau        | 739    |
| 03   | Mikaël Kingsbury          | 725    |
| 04   | Patrick Deneen            | 434    |
| 05   | Jeremy Cota               | 407    |
| 06   | Alexander Smyschljajew    | 312    |
| 07   | Pierre-Alexandre Rousseau | 308    |
| 08   | Cédric Rochon             | 305    |
| 09   | Jesper Björnlund          | 295    |
| 10   | David Digravio            | 248    |

| Rang | Name                  | Punkte |
| ---- | --------------------- | ------ |
| 01   | Andreas Matt          | 824    |
| 02   | Christopher Del Bosco | 615    |
| 03   | Jouni Pellinen        | 462    |
| 04   | John Teller           | 356    |
| 05   | Nick Zoricic          | 337    |
| 06   | Simon Stickl          | 328    |
| 07   | Tomáš Kraus           | 327    |
| 08   | Conradign Netzer      | 316    |
| 09   | Daniel Bohnacker      | 299    |
| 10   | Patrick Gasser        | 255    |

| Rang | Name                   | Punkte |
| ---- | ---------------------- | ------ |
| 01   | Benoît Valentin        | 205    |
| 02   | Xavier Bertoni         | 172    |
| 03   | David Wise             | 140    |
| 04   | Joffrey Pollet-Villard | 135    |
| 05   | Kévin Rolland          | 132    |
| 06   | Nils Lauper            | 125    |
| 07   | Torin Yater-Wallace    | 124    |
| 08   | Justin Dorey           | 084    |
| 09   | Thomas Krief           | 079    |
| 10   | Noah Bowman            | 068    |

### Podestplätze
| Datum                                                                           | Ort                 | Disz. | 1. Platz              | 2. Platz              | 3. Platz                  |
| ------------------------------------------------------------------------------- | ------------------- | ----- | --------------------- | --------------------- | ------------------------- |
| 11.12.2010                                                                      | Ruka                | MO    | Patrick Deneen        | Mikaël Kingsbury      | Guilbaut Colas            |
| 15.12.2010                                                                      | Méribel             | DM    | Guilbaut Colas        | Patrick Deneen        | Bryon Wilson              |
| 17.12.2010                                                                      | Jilin Beida Lake    | AE    | Jia Zongyang          | Warren Shouldice      | Wu Chao                   |
| 19.12.2010                                                                      | Jilin Beida Lake    | AE    | Qi Guangpu            | Jia Zongyang          | Renato Ulrich             |
| 21.12.2010                                                                      | Jilin Beida Lake    | MO    | Mikaël Kingsbury      | Guilbaut Colas        | Pierre-Alexandre Rousseau |
| 18.12.2010                                                                      | Innichen            | SX    | Patrick Gasser        | Andreas Matt          | Thomas Zangerl            |
| 19.12.2010                                                                      | Innichen            | SX    | Scott Kneller         | Alex Fiva             | John Teller               |
| 07.01.2011                                                                      | St. Johann in Tirol | SX    | John Teller           | Nick Zoricic          | Thomas Zangerl            |
| 12.01.2011                                                                      | L’Alpe d’Huez       | SX    | Daniel Bohnacker      | Andreas Matt          | Patrick Koller            |
| 15.01.2011                                                                      | Mount Gabriel       | DM    | Alexandre Bilodeau    | Mikaël Kingsbury      | Guilbaut Colas            |
| 16.01.2011                                                                      | Mount Gabriel       | AE    | Anton Kuschnir        | Qi Guangpu            | Stanislaw Krawtschuk      |
| 16.01.2011                                                                      | Les Contamines      | SX    | Christopher Del Bosco | Andreas Matt          | Jegor Korotkow            |
| 21.01.2011                                                                      | Kreischberg         | HP    | Xavier Bertoni        | Benoît Valentin       | Nils Lauper               |
| 21.01.2011                                                                      | Lake Placid         | AE    | Qi Guangpu            | Ryan St. Onge         | Anton Kuschnir            |
| 22.01.2011                                                                      | Lake Placid         | MO    | Guilbaut Colas        | Alexandre Bilodeau    | Jeremy Cota               |
| 23.01.2011                                                                      | Lake Placid         | MO    | Guilbaut Colas        | Mikaël Kingsbury      | Pierre-Alexandre Rousseau |
| 29.01.2011                                                                      | Calgary             | MO    | Mikaël Kingsbury      | Alexandre Bilodeau    | Alexander Smyschljajew    |
| 29.01.2011                                                                      | Calgary             | AE    | Warren Shouldice      | Renato Ulrich         | Scotty Bahrke             |
| 29.01.2011                                                                      | Grasgehren          | SX    | Andreas Matt          | Patrick Koller        | Armin Niederer            |
| 2. bis 5. Februar 2011 Freestyle-Skiing-Weltmeisterschaften 2011 in Deer Valley |                     |       |                       |                       |                           |
| 11.02.2011                                                                      | Blue Mountain       | SX    | Christopher Del Bosco | Andreas Matt          | Tomáš Kraus               |
| 12.02.2011                                                                      | Moskau              | AE    | Anton Kuschnir        | Stanislaw Krawtschuk  | Qi Guangpu                |
| 19.02.2011                                                                      | Minsk-Raubitschy    | AE    | Anton Kuschnir        | Stanislaw Krawtschuk  | Dsjanis Ossipou           |
| 26.02.2011                                                                      | Mariánské Lázně     | DM    | Alexandre Bilodeau    | Mikaël Kingsbury      | Jeremy Cota               |
| 03.03.2011                                                                      | Grindelwald         | SX    | Andreas Matt          | Jouni Pellinen        | Christopher Del Bosco     |
| 06.03.2011                                                                      | Hasliberg           | SX    | Jouni Pellinen        | Andreas Matt          | Daniel Bohnacker          |
| 11.03.2011                                                                      | Åre                 | MO    | Alexandre Bilodeau    | Guilbaut Colas        | Mikaël Kingsbury          |
| 12.03.2011                                                                      | Åre                 | DM    | Alexandre Bilodeau    | Guilbaut Colas        | Patrick Deneen            |
| 13.03.2011                                                                      | Branäs              | SX    | Andreas Matt          | Christopher Del Bosco | Conradign Netzer          |
| 19.03.2011                                                                      | Myrdalen-Voss       | SX    | Christopher Del Bosco | Conradign Netzer      | Tomáš Kraus               |
| 20.03.2011                                                                      | Myrdalen-Voss       | DM    | Guilbaut Colas        | Mikaël Kingsbury      | Alexandre Bilodeau        |
| 20.03.2011                                                                      | La Plagne           | HP    | Torin Yater-Wallace   | Benoît Valentin       | David Wise                |
| 20.03.2011                                                                      | La Plagne           | HP    | Kévin Rolland         | David Wise            | Justin Dorey              |

## Frauen

### Weltcupwertungen
| Rang | Name           | Punkte |
| ---- | -------------- | ------ |
| 01   | Hannah Kearney | 092    |
| 02   | Jennifer Heil  | 065    |
| 03   | Cheng Shuang   | 063    |
| 04   | Anna Holmlund  | 061    |
| 05   | Xu Mengtao     | 060    |
| 06   | Heidi Zacher   | 056    |
| 07   | Kelsey Serwa   | 055    |
| 08   | Olha Wolkowa   | 049    |
| 09   | Fanny Smith    | 046    |
| 10   | Ophélie David  | 043    |

| Rang | Name            | Punkte |
| ---- | --------------- | ------ |
| 01   | Cheng Shuang    | 442    |
| 02   | Xu Mengtao      | 420    |
| 03   | Olha Wolkowa    | 343    |
| 04   | Zhang Xin       | 273    |
| 05   | Emily Cook      | 260    |
| 06   | Tanja Schärer   | 224    |
| 07   | Nadija Didenko  | 223    |
| 08   | Ashley Caldwell | 206    |
| 09   | Sabrina Guérin  | 197    |
| 10   | Olha Poljuk     | 169    |

| Rang | Name                    | Punkte |
| ---- | ----------------------- | ------ |
| 01   | Hannah Kearney          | 1009   |
| 02   | Jennifer Heil           | 0712   |
| 03   | Audrey Robichaud        | 0466   |
| 04   | Justine Dufour-Lapointe | 0457   |
| 05   | Heather McPhie          | 0400   |
| 06   | Kristi Richards         | 0387   |
| 07   | Chloé Dufour-Lapointe   | 0348   |
| 08   | Nikola Sudová           | 0331   |
| 09   | Eliza Outtrim           | 0318   |
| 10   | Jekaterina Stoljarowa   | 0311   |

| Rang | Name               | Punkte |
| ---- | ------------------ | ------ |
| 01   | Anna Holmlund      | 672    |
| 02   | Heidi Zacher       | 612    |
| 03   | Kelsey Serwa       | 610    |
| 04   | Fanny Smith        | 504    |
| 05   | Ophélie David      | 474    |
| 06   | Katrin Müller      | 458    |
| 07   | Anna Wörner        | 371    |
| 08   | Marte Høie Gjefsen | 358    |
| 09   | Andrea Limbacher   | 290    |
| 10   | Nikol Kučerová     | 264    |

| Rang | Name                       | Punkte |
| ---- | -------------------------- | ------ |
| 01   | Sarah Burke                | 200    |
| 02   | Rosalind Groenewoud        | 200    |
| 03   | Virginie Faivre            | 185    |
| 04   | Devin Logan                | 160    |
| 05   | Katrien Aerts              | 136    |
| 06   | Keltie Hansen              | 085    |
| 07   | Anaïs Caradeux             | 060    |
| 08   | Tiril Sjåstad Christiansen | 050    |
| 09   | Katia Griffiths            | 045    |
| 10   | Caja Schöpf                | 040    |

### Podestplätze
| Datum                                                                           | Ort                 | Disz. | 1. Platz                | 2. Platz                | 3. Platz                |
| ------------------------------------------------------------------------------- | ------------------- | ----- | ----------------------- | ----------------------- | ----------------------- |
| 11.12.2010                                                                      | Ruka                | MO    | Hannah Kearney          | Jennifer Heil           | Kristi Richards         |
| 15.12.2010                                                                      | Méribel             | DM    | Julija Galyschewa       | Hannah Kearney          | Justine Dufour-Lapointe |
| 17.12.2010                                                                      | Jilin Beida Lake    | AE    | Zhang Xin               | Xu Mengtao              | Cheng Shuang            |
| 19.12.2010                                                                      | Jilin Beida Lake    | AE    | Xu Mengtao              | Cheng Shuang            | Xu Sicun                |
| 21.12.2010                                                                      | Jilin Beida Lake    | MO    | Hannah Kearney          | Jennifer Heil           | Kristi Richards         |
| 18.12.2010                                                                      | Innichen            | SX    | Anna Holmlund           | Kelsey Serwa            | Nikol Kučerová          |
| 19.12.2010                                                                      | Innichen            | SX    | Fanny Smith             | Ashleigh McIvor         | Heidi Zacher            |
| 07.01.2011                                                                      | St. Johann in Tirol | SX    | Heidi Zacher            | Hedda Berntsen          | Anna Wörner             |
| 12.01.2011                                                                      | L’Alpe d’Huez       | SX    | Kelsey Serwa            | Fanny Smith             | Ashleigh McIvor         |
| 15.01.2011                                                                      | Mount Gabriel       | DM    | Justine Dufour-Lapointe | Anastassija Guntschenko | Jennifer Heil           |
| 16.01.2011                                                                      | Mount Gabriel       | AE    | Xu Mengtao              | Ala Zuper               | Cheng Shuang            |
| 16.01.2011                                                                      | Les Contamines      | SX    | Ophélie David           | Kelsey Serwa            | Anna Holmlund           |
| 21.01.2011                                                                      | Kreischberg         | HP    | Rosalind Groenewoud     | Virginie Faivre         | Katrien Aerts           |
| 21.01.2011                                                                      | Lake Placid         | AE    | Ashley Caldwell         | Ala Zuper               | Xu Mengtao              |
| 22.01.2011                                                                      | Lake Placid         | MO    | Hannah Kearney          | Jennifer Heil           | Audrey Robichaud        |
| 23.01.2011                                                                      | Lake Placid         | MO    | Hannah Kearney          | Chloé Dufour-Lapointe   | Kristi Richards         |
| 29.01.2011                                                                      | Calgary             | MO    | Hannah Kearney          | Audrey Robichaud        | Jekaterina Stoljarowa   |
| 29.01.2011                                                                      | Calgary             | AE    | Cheng Shuang            | Xu Mengtao              | Olha Wolkowa            |
| 29.01.2011                                                                      | Grasgehren          | SX    | Anna Holmlund           | Heidi Zacher            | Katrin Müller           |
| 2. bis 5. Februar 2011 Freestyle-Skiing-Weltmeisterschaften 2011 in Deer Valley |                     |       |                         |                         |                         |
| 11.02.2011                                                                      | Blue Mountain       | SX    | Anna Wörner             | Fanny Smith             | Jenny Owens             |
| 12.02.2011                                                                      | Moskau              | AE    | Emily Cook              | Olha Wolkowa            | Zhang Xin               |
| 19.02.2011                                                                      | Minsk-Raubitschy    | AE    | Cheng Shuang            | Ashley Caldwell         | Kong Fanyu              |
| 26.02.2011                                                                      | Mariánské Lázně     | DM    | Hannah Kearney          | Jennifer Heil           | Chloé Dufour-Lapointe   |
| 03.03.2011                                                                      | Grindelwald         | SX    | Marte Høie Gjefsen      | Ophélie David           | Heidi Zacher            |
| 06.03.2011                                                                      | Hasliberg           | SX    | Anna Holmlund           | Katrin Müller           | Ophélie David           |
| 11.03.2011                                                                      | Åre                 | MO    | Hannah Kearney          | Jennifer Heil           | Heather McPhie          |
| 12.03.2011                                                                      | Åre                 | DM    | Hannah Kearney          | Justine Dufour-Lapointe | Jennifer Heil           |
| 13.03.2011                                                                      | Branäs              | SX    | Anna Holmlund           | Kelsey Serwa            | Marte Høie Gjefsen      |
| 19.03.2011                                                                      | Myrdalen-Voss       | SX    | Anna Holmlund           | Kelsey Serwa            | Katrin Müller           |
| 20.03.2011                                                                      | Myrdalen-Voss       | DM    | Hannah Kearney          | Jennifer Heil           | Justine Dufour-Lapointe |
| 20.03.2011                                                                      | La Plagne           | HP    | Sarah Burke             | Devin Logan             | Anaïs Caradeux          |
| 20.03.2011                                                                      | La Plagne           | HP    | Sarah Burke             | Devin Logan             | Virginie Faivre         |

## Nationencup
| Rang | Land                | Punkte |
| ---- | ------------------- | ------ |
| 1    | Kanada              | 1032   |
| 2    | Vereinigte Staaten  | 0631   |
| 3    | Schweiz             | 0463   |
| 4    | Volksrepublik China | 0414   |
| 5    | Frankreich          | 0411   |
| 6    | Deutschland         | 0228   |
| 7    | Ukraine             | 0198   |
| 8    | Russland            | 0180   |
| 9    | Österreich          | 0172   |
| 10   | Belarus             | 0144   |

| Rang | Land                | Punkte |
| ---- | ------------------- | ------ |
| 1    | Kanada              | 510    |
| 2    | Vereinigte Staaten  | 330    |
| 3    | Frankreich          | 312    |
| 4    | Schweiz             | 284    |
| 5    | Volksrepublik China | 168    |
| 6    | Österreich          | 117    |
| 7    | Belarus             | 100    |
| 8    | Deutschland         | 099    |
| 9    | Ukraine             | 093    |
| 10   | Russland            | 083    |

| Rang | Land                | Punkte |
| ---- | ------------------- | ------ |
| 1    | Kanada              | 522    |
| 2    | Vereinigte Staaten  | 301    |
| 3    | Volksrepublik China | 246    |
| 4    | Schweiz             | 179    |
| 5    | Deutschland         | 129    |
| 6    | Ukraine             | 105    |
| 7    | Frankreich          | 099    |
| 8    | Russland            | 097    |
| 9    | Australien          | 069    |
| 9    | Tschechien          | 069    |